# Simhopp vid olympiska sommarspelen 1968
De olympiska tävlingarna i simhopp 1968 avgjordes mellan den 17 och 26 oktober i Mexico City. 81 deltagare från 21 länder tävlade i fyra grenar.

## Medaljörer
| Gren                            | Guld                            | Silver                         | Brons                |
| Damernas svikt Detaljer...      | Sue Gossick USA                 | Tamara Pogozjeva Sovjetunionen | Keala O'Sullivan USA |
| Damernas höga hopp Detaljer...  | Milena Duchková Tjeckoslovakien | Natalja Lobanova Sovjetunionen | Ann Peterson USA     |
| Herrarnas svikt Detaljer...     | Bernard Wrightson USA           | Klaus Dibiasi Italien          | Jim Henry USA        |
| Herrarnas höga hopp Detaljer... | Klaus Dibiasi Italien           | Álvaro Gaxiola Mexiko          | Win Young USA        |

## Medaljtabell
| Pl.    | Nation          | Guld | Silver | Brons | Totalt |
| ------ | --------------- | ---- | ------ | ----- | ------ |
| 1      | USA             | 2    | 0      | 4     | 6      |
| 2      | Italien         | 1    | 1      | 0     | 2      |
| 3      | Tjeckoslovakien | 1    | 0      | 0     | 1      |
| 4      | Sovjetunionen   | 0    | 2      | 0     | 2      |
| 5      | Mexiko          | 0    | 1      | 0     | 1      |
| Totalt | Totalt          | 4    | 4      | 4     | 12     |